# William de Vere
William de Vere (* um 1120; † 24. Dezember 1198 in (unsicher:) Hereford) war ein anglonormannischer Geistlicher. Ab 1186 war er Bischof von Hereford. Bekannt wurde er dazu als Förderer der anglonormannischen Literatur.

## Biographie

### Herkunft und Aufstieg als Geistlicher
William de Vere war ein jüngerer, vermutlich der vierte Sohn von Aubrey II. de Vere, dem Chamberlain von König Heinrich I., und von dessen Frau Alice de Clare. William wuchs am Königshof auf, wo wohl Königin Adelheid, die selbst eine Förderin von französischer Dichtung war, sein Interesse an anglonormannischer Dichtung weckte. Als jüngerer Sohn erhielt er wohl eine Ausbildung zum Geistlichen und hatte beim Tod seines Vaters 1141 zumindest die niederen Weihen empfangen. Eine höhere Schule besuchte er jedoch wie viele andere hohe anglonormannische Geistliche des 12. Jahrhunderts nicht.
Als während des Thronfolgestreits zwischen König Stephan von Blois und der Kaiserin Matilda, der sogenannten Anarchie, Matilda Williams ältesten Bruder Aubrey III de Vere zum Earl of Oxford erhob, versprach sie William das Amt des Kanzlers. Diese Zusage hielt sie jedoch nicht ein. Stattdessen trat William wie schon mehrere andere junge Geistliche in den Haushalt von Erzbischof Theobald von Canterbury ein. 1153 begleitete William den Erzbischof nach Colchester, wo Matildas Sohn Heinrich Plantagenet mit Earl William Warenne, einem Sohn des Königs einen Ausgleich schloss. Vor 1160 setzte der Erzbischof William als seinen Gesandten bei Heinrich ein, der inzwischen als Heinrich II. König geworden war. 1160 reiste William zweimal nach Frankreich, um dem König Ratschläge des Erzbischofs anlässlich der umstrittenen Wahl von Papst Alexander III. zu überbringen.

### Kanoniker in Essex und in Waltham
Zwischen 1160 und 1162 wurde William Kanoniker an der Londoner St Paul’s Cathedral. Diese Pfründe gab er jedoch vor 1163 zugunsten von William of Northolt wieder auf. Dazu wurde William Regularkanoniker des Augustinerstifts St Osyth bei Great Bentley in Essex. Das Stift von St Osyth war von seiner Mutter Alice besonders gefördert worden. Vermutlich in St Osyth schrieb William eine Hagiographie der heiligen Osgyth, wobei er als Vorlage eine ebenfalls im 12. Jahrhundert verfasste andere Lebensbeschreibung von Osgyth verwandte. Dazu ergänzte er den Text mit Bemerkungen zu sich und zu seiner Familie. Das Manuskript von William ist nicht erhalten, doch verfasste John Leland im 16. Jahrhundert eine Zusammenfassung. Als Kanoniker in Essex wurde William scheinbar nicht in den Streit zwischen dem König und Erzbischof Thomas Becket oder in den bis 1172 währenden Konflikt zwischen seinem Bruder Aubrey de Vere und Bischof Gilbert Foliot von London verwickelt.
Als Sühne für den Mord an Becket wandelte König Heinrich II. die Kollegiatkirche von Waltham in ein Augustinerpriorat um. Zu den Chorherren, mit denen dieses Priorat 1177 besetzt wurde, gehörte wohl auch William de Vere. Bis 1182 war er am Aufbau des Priorats beteiligt.

### Reise ins Heilige Land
Vielleicht schon 1178 oder von 1182 bis 1185 machte William eine Pilgerreise ins Heilige Land. Sollte er 1178 das Heilige Land besucht haben, gehörte er wohl zum großen Gefolge seines Neffen William de Mandeville, 3. Earl of Essex, der von 1177 bis 1178 dorthin reiste. Im Heiligen Land traf William wohl im Auftrag von Heinrich II. König Balduin IV. von Jerusalem sowie den lateinischen Patriarchen. Auf der Rückreise besuchte er Konstantinopel, wo er eine Kopie der Epistola des Priesterkönigs Johannes erwarb. In England ließ er die Schrift von einem Roanz d’Arundel, möglicherweise Reginald (oder Renault) of Arundel, ein Beamter von Erzbischof Roger von York ins Anglonormannische übersetzen.

### Bischof von Hereford
1185 und 1186 diente William als königlicher reisender Richter, wobei er in zahlreichen Grafschaften Recht sprach. Höchstwahrscheinlich während einer Ratsversammlung in Oxford wählte das Kathedralkapitel der Diözese Hereford William am 25. Mai 1186 zum neuen Bischof. Die Wahl geschah klar auf Geheiß des Königs. Am 10. August wurde William in Lambeth zum Bischof geweiht. Auch als Bischof diente er weiter als Richter. Von 1192 bis 1194 war er mehrfach in den westlichen Midlands tätig, dazu nahm er recht häufig an königlichen und kirchlichen Ratsversammlungen teil. Dennoch war er auch häufig in seiner Diözese. Da diese an die walisischen Fürstentümer grenzte, empfing er häufig hochrangige Gäste, die von oder nach Wales reisten. Im Dezember 1186 fanden in seinem Bischofspalast Verhandlungen zwischen dem Justiciar Ranulf de Glanville und Lord Rhys, dem walisischen Fürsten von Deheubarth statt. Im Frühjahr 1188 war Erzbischof Balduin von Canterbury zweimal bei ihm in Hereford zu Gast, als er in Wales für die Teilnahme am Dritten Kreuzzug predigte. Nach dem Bericht von Gerald von Wales, der Kanoniker in Wales war, war William ein großzügiger Gastgeber. Bischof Peter de Leia von St David’s, der auch zu seinen Gästen gehörte, soll er jedoch als Schmarotzer bezeichnet haben.
Als Bischof setzte William mehrere Neuerungen in der Verwaltung seiner Diözese durch. Seine Beamten setzten Urkunden nach Mustervorbildern auf, um Benefizien und andere Rechte zu bestätigen. Auch die Bewilligungen, mit denen Klöstern die Einkünfte aus Pfarrkirchen zugestanden wurden, wurden standardisiert. Dabei sorgte William dafür, dass die Geistlichen, die die Seelsorge in den Pfarreien übernahmen, ein regelmäßiges Einkommen erhielten. 1195 wandelte er die Rechte des Klosters von Cormeilles in der Normandie an drei Kirchen und einer Kapelle in seiner Diözese in eine Pfründe an der Kathedrale von Hereford um, so dass die Mönche des Klosters ihre Rechte leichter verwalten konnten. Davon profitierte auch sein Kathedralkapitel, denn der Abt von Cormeilles, der ehrenhalber Mitglied des Kapitels war, durfte als seinen Vertreter einen Vikar ernennen. William selbst bedachte das Kathedralkapitel mit mehreren Schenkungen. Die meisten der Kanoniker, die er während seiner Amtszeit ernannte, hatten eine theologische Ausbildung erhalten und wurden als Magister bezeichnet. Zu den bekanntesten von ihnen gehörte neben Gerald von Wales dessen Freund, der Dichter Simund de Freine. Auf Vorschlag von Gerald von Wales kam um 1195 der spätere Bischof Robert Grosseteste in Williams Haushalt, wo er jedoch noch keine Bedeutung erlangte.
Auch als Bischof interessierte sich William weiter für die Entwicklung des Stiftes St Osyth und des 1184 zur Abtei erhoben Waltham. St Osyth schenkte er Grundbesitz in London, und am 13. März 1188 besuchte er Waltham Abbey, wo er eine dem heiliggesprochenen Thomas Becket gewidmete Kapelle weihte. Waltham schenkte er auch eine Reliquie der heiligen Osgyth. Für die Kathedrale von Hereford ließ er in Limoges ein prächtiges Reliquiar mit einer Reliquie von Thomas Becket anfertigen.

### Förderer von Dichtung und Literatur
In den 1180er Jahren war Herefordshire ein Zentrum der anglonormannischen Dichtung. Schon Williams Vorgänger Robert Foliot hatte dem Schriftsteller Walter Map eine Pfründe an der Kathedrale verschafft. In Credenhill bei Hereford lebte der Dichter Hue de Rotelande. William förderte anscheinend auch Simund de Freine, der Gedichte sowohl auf Anglonormannisch wie auf Latein schrieb. Er verfasste eine Lebensgeschichte des heiligen Georg, die auch den Kreuzzugedanken verherrlichte. Möglicherweise hatte William dazu selbst von seiner Reise ins Heilige Land Vorlagen aus Lydda mitgebracht. Auf Wunsch der Kanoniker der Kathedrale von Hereford verfasste Gerald von Wales um 1195 eine Lebensgeschichte des heiligen Æthelberht, einen der Patrone der Kathedrale. Auch dieses Werk wurde wohl von William gefördert. Sicher ging auch die Einführung des Festtags der heiligen Osgyth in Hereford auf William zurück, ebenso der Auftrag an einen unbekannten Autor, eine neue Lebensgeschichte von Osgyth zu verfassen. In dieser auf anglonormannisch geschriebenen Hagiographie vollbringt die Heilige ein Wunder an einer Frau aus Hereford. Dazu beauftragte William den Augustinerchorherr Guy of Southwick für die Geistlichen seiner Diözese ein Handbuch zum Glauben und zur Buße zu schreiben.
William starb am Heiligabend 1198 vermutlich in Hereford. Er wurde in der Kathedrale beigesetzt, wo ein Ende des 13. Jahrhunderts gefertigtes Grabdenkmal an ihn erinnert.